# Ґодлево-Мілевек
Ґодлево-Мілевек (пол. Godlewo-Milewek) — село в Польщі, у гміні Нур Островського повіту Мазовецького воєводства.
Населення — 83 особи (2011).
У 1975-1998 роках село належало до Ломжинського воєводства.

## Демографія
Демографічна структура станом на 31 березня 2011 року:
|          | Загалом | Допрацездатний вік | Працездатний вік | Постпрацездатний вік |
| -------- | ------- | ------------------ | ---------------- | -------------------- |
| Чоловіки | 42      | 5                  | 29               | 8                    |
| Жінки    | 41      | 10                 | 13               | 18                   |
| Разом    | 83      | 15                 | 42               | 26                   |